# Distretto di Köneürgenç
Il distretto di Köneürgenç è un distretto del Turkmenistan situato nella provincia di Daşoguz. Ha per capoluogo la città di Köneürgenç.